# Allocosa edeala
Allocosa edeala là một loài nhện trong họ wolfspinnen (Lycosidae).
Loài này thuộc chi Allocosa. Allocosa edeala được Carl Friedrich Roewer miêu tả năm 1959.